# 钉子户大战拆迁队
钉子户大战拆迁队是一个模仿植物大战僵尸的Flash塔防游戏，由中国大陆的幻游出品。2010年9月爆红中国网络，与当下中国不断发生的暴力拆迁不无关系。